# 賭局
《賭局》為古龍晚期作品，〈聯合報〉於1985年3月1日至1985年3月16日連載，與《狼牙》、《追殺》、《海神》並為《短刀集》系列作品，另外廣義上的《大武俠時代》也包含這四部。

## 主要人物
- 薛冠人：號「滌纓」
- 柳輕侯：
- 卜鷹：

## 次要人物
- 杜黃杉：
- 大李紅袍：銷魂小青衣，奪命大紅袍
- 張五：財神之一
- 張八：財神之一
- 關二：財神之一
- 薛和：薛滌纓總管，人稱薛菩薩。

## 小說目錄
- 楔子

1. 薛大先生的劍
2. 春風吹動柳輕侯
3. 財神上門
4. 死的味道
5. 食屍鷹
6. 財神的門道
7. 誰是笨鳥
8. 金劍黃鶴
9. 誰是贏家